# Радобор
Радобор (мкд. Радобор) је насеље у Северној Македонији, у јужном делу државе. Радобор припада општини Могила.

## Географија
Насеље Радобор је смештено у јужном делу Северне Македоније. Од најближег већег града, Битоља, насеље је удаљено 15 km североисточно.
Радобор се налази у средишњем делу Пелагоније, највеће висоравни Северне Македоније. Насељски атар је равничарски, док се даље ка истоку издиже Селечка планина. Западно од насеља протиче Црна река. Надморска висина насеља је приближно 580 метара.
Клима у насељу је континентална.

## Историја
Мештани Радобора и села Тран су 1927. године образовали сопствену школску општину, са намером да подигну прву школу. Тридесет кућа радоборских и 15 транских скупљало је прилог за градњу. На њихов прилог од 40.000 динара додали су држава и дародавци са стране. Школу је градио Веле Ристић предузимач из Битоља. Школско здање завршено у јесен 1929. године поред учионица, канцеларије, те станова учитеља и служитеља имало је и јавно купатило. Предузимач Стеван Ћеракоревић из Битоља је комплетно опремио купатило.

## Становништво
Радобор је према последњем попису из 2002. године имао 145 становника.
Претежно становништво по последњем попису су етнички Македонци (100%).
Већинска вероисповест је православље.